# Живри (Арденны)
Живри́ (фр. Givry) — коммуна во Франции, находится в регионе Шампань — Арденны. Департамент коммуны — Арденны. Входит в состав кантона Аттиньи. Округ коммуны — Вузье.
Код INSEE коммуны — 08193.
Коммуна расположена приблизительно в 175 км к северо-востоку от Парижа, в 65 км севернее Шалон-ан-Шампани, в 34 км к югу от Шарлевиль-Мезьера.

## Население
Население коммуны на 2008 год составляло 236 человек.
| 1962 | 1968 | 1975 | 1982 | 1990 | 1999 | 2008 |
| ---- | ---- | ---- | ---- | ---- | ---- | ---- |
| 184  | 245  | 201  | 199  | 215  | 218  | 236  |

## Администрация
| Период | Период | Фамилия       | Партия | Должность |
| ------ | ------ | ------------- | ------ | --------- |
| 2001   | 2008   | Даниель Герен |        |           |
| 2008   |        | Ксавье Фонтен |        |           |

## Экономика
В 2007 году среди 141 человека в трудоспособном возрасте (15—64 лет) 107 были экономически активными, 34 — неактивными (показатель активности — 75,9 %, в 1999 году было 67,7 %). Из 107 активных работали 100 человек (53 мужчины и 47 женщин), безработных было 7 (3 мужчин и 4 женщины). Среди 34 неактивных 9 человек были учениками или студентами, 12 — пенсионерами, 13 были неактивными по другим причинам.

## Фотогалерея
- Живри
- Церковь Сен-Мартен
- Мэрия